# 路德会教堂 (维也纳)

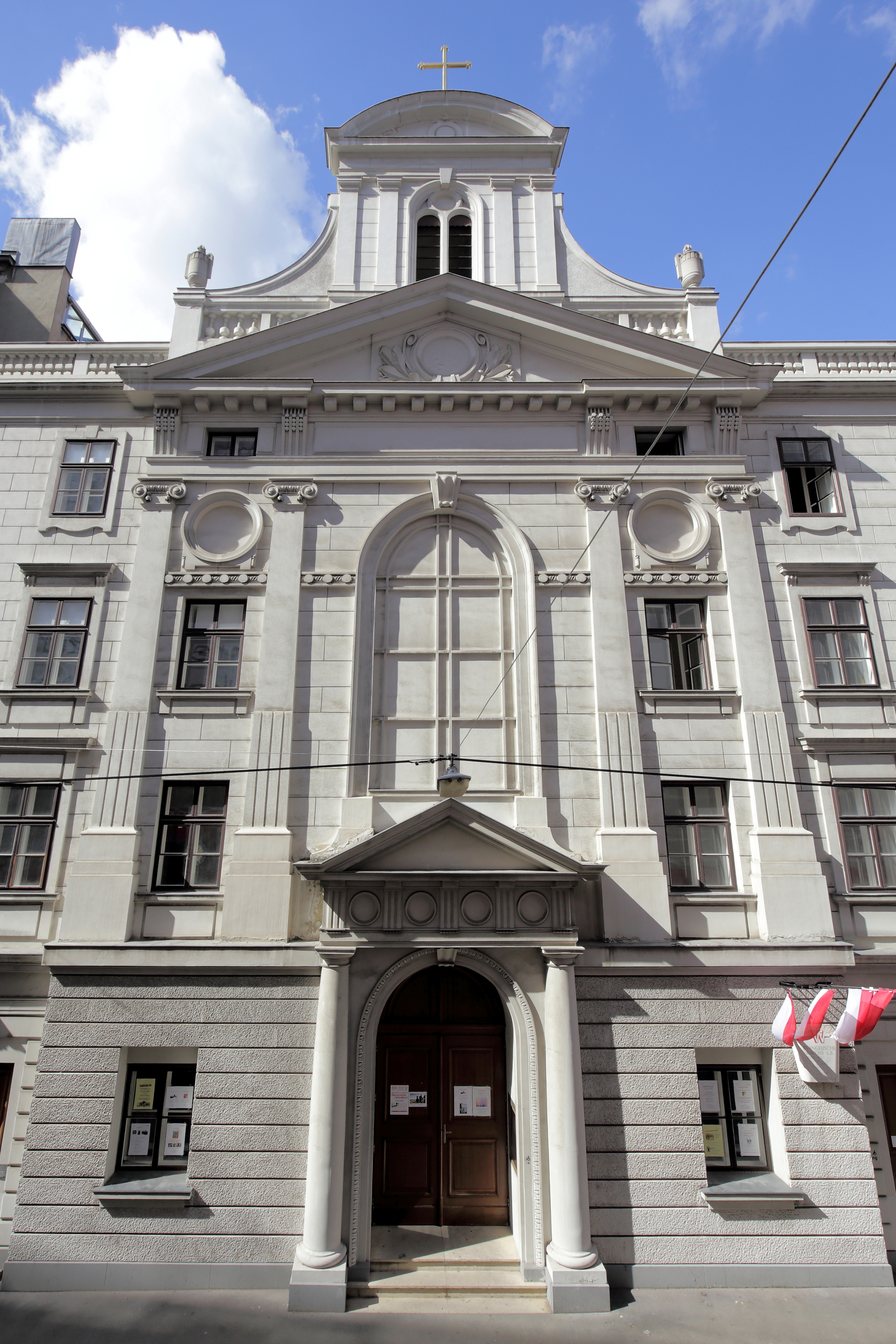
路德会教堂

路德会教堂（Lutherische Stadtkirche）是一座新教路德会教堂，位于奥地利首都维也纳第一区（内城）。
路德会教堂毗邻 Dorotheergasse 18 号的归正会教堂和拍卖行，修建于文艺复兴时期，临街立面为新古典主义式，主入口上方有三角形的山形墙。路德会教堂没有尖塔，但在立面设有钟。
这座建筑建于1582年至1583年，最初是天主教贫穷修女会的天神之后修女院。由神圣罗马帝国皇帝之女马克西米利安二世的女儿和法国国王查理九世的遗孀奥地利的伊丽莎白（1554年至1592年）捐建。可能是作为对胡格诺派进行圣巴托洛缪大屠杀的赎罪。 
在约瑟芬改革过程中，1782年，修道院被废弃。同年，由于宗教宽容，在维也纳成立了路德会和归正会，1783年分别购买了前修女院的一部分，成为维也纳最早的新教教堂。路德会教堂就在废弃的修道院教堂的核心部分，加以重建和扩大，拆除了三个塔。1783年11月30日，路德会教堂开幕。